# Kal Penn
Kalpen Suresh Modi (Montclair, 23 april 1977), artiestennaam Kal Penn, is een Amerikaans film- en televisieacteur. Hij speelt onder meer in de films Van Wilder en Harold & Kumar Go to White Castle en in de televisieserie House.
Penns vader en moeder zijn beiden afkomstig uit Gujarat, maar hij is zelf geboren en getogen in het Amerikaanse New Jersey. Hij nam zijn artiestennaam aan toen hij merkte dat daar positiever op gereageerd werd door potentiële werkgevers dan op zijn echte naam. Voor zijn rol in House verscheen hij eerder in gastrollen in televisieseries als Buffy the Vampire Slayer, Sabrina, the Teenage Witch, Spin City, Tru Calling en 24.
Penn speelde zowel in Van Wilder (2002) als in Harold & Kumar Go to White Castle (2004) een personage dat later terugkwam in een vervolgfilm. Hij kroop in 2008 opnieuw in de huid van Kumar Patel in Harold & Kumar Escape from Guantanamo Bay. Zijn bijrol als Taj Mahal Badalandabad in Van Wilder werd een hoofdrol in het vervolg Van Wilder: The Rise of Taj.
Penn werd na de verkiezing van Barack Obama aangenomen voor een baan op het Witte Huis, meer bepaald bij White House Office of Public Liaison. Daarvoor legde hij zijn acteercarrière stil. In april 2010 werd bekend dat hij opnieuw present is in een nieuw vervolg in de Harold & Kumar-filmreeks.
Vanaf 2016 speelde Penn een hoofdrol in de televisieserie Designated Survivor, waar hij, door zijn achtergrond als Witte Huis-medewerker, tevens in dienst is als adviseur.

## Filmografie
*televisiefilms niet vermeld
- Smile (2022)
- Designated Survivor  (2016-2019)
- The Big Bang Theory
- Harold & Kumar Escape from Guantanamo Bay (2008)
- Epic Movie (2007)
- Van Wilder: The Rise of Taj (2006)
- Deck the Halls (2006)
- The Namesake (2006)
- Superman Returns (2006)
- Man About Town (2006)
- Sueño (2005)
- A Lot Like Love (2005)
- Son of the Mask (2005)
- Dancing in Twilight (2005)
- Harold & Kumar Go to White Castle (2004)
- Ball & Chain (2004)
- Love Don't Cost a Thing (2003)
- Malibu's Most Wanted (2003)
- Where's the Party Yaar? (2003)
- Badger (2002)
- Van Wilder (2002)
- American Desi (2001)
- Freshmen (1999)

- Bibsys: 11014424
- Biblioteca Nacional de España: XX1733193
- Bibliothèque nationale de France: cb157466589 (data)
- CiNii: DA1833102X
- Gemeinsame Normdatei: 1147029938
- International Standard Name Identifier: 0000 0001 1450 2405
- Library of Congress Control Number: nr2005001685
- MusicBrainz: c5175f8a-141e-48ca-80ec-09ae6e717014
- National Archives and Records Administration: 187805958
- Nationale Bibliotheek van Tsjechië: pna2007370902
- Nederlandse Thesaurus van Auteursnamen: 30596545X
- Système universitaire de documentation: 167810952
- Virtual International Authority File: 85112368
- WorldCat: E39PBJqK7WvT3R7tr6xJwRx7HC